# Erik Satie
Éric Alfred Leslie Satie (od leta 1906 le kot Erik Satie), francoski skladatelj in pianist, * 17. maj 1866, Honfleur, Francija, † 1. julij 1925, Pariz.

## Življenjepis
Eric Satie se je rodil 1866 v Honfleurju, v pokrajini Calvados. Bil je najstarejši od štirih otrok zavarovalniškega agenta Jules-Alfred Satieja (1842-1903) in njegove žene Jane Leslie Anton (1838-1872), ki je bila iz škotske družine, in je poskrbela za dvojezičnost in anglikanski obred krsta. Ko je bil Erik star štiri leta, se je družina preselila v Pariz, kjer so imeli poleg prevajalske agencije, kasneje tudi majhno podjetje za glasbeno založništvo. Po smrti matere se je šest let star Eric začasno vrnil v Honfleur k babici, kjer se je z osmimi leti je začel učiti igrati na orgle pri organistu in zborovodji v cerkvi Saint-Léonard, Gustavu Vinotu. Leta 1878 se je Eric vrnil v Pariz in vpisal na Konservatorij, kjer je ostal le dve leti in pol, nakar je študij opustil predvsem zaradi strogosti, ki je tam veljala. Da bi se finančno osamosvojil je konec leta 1887 zapustil dom in se poskušal v vojaški službi, ki pa mu tudi ni bila všeč. Začel je pisati skladbe za pariške nočne lokale in bil reden gost na Montmartru. Po letu 1887 je bil pianist v kabaretu Črni maček (Le Chat noir) in se pridružil mističnemu gibanju Rose-Croix. Leta 1898 se je preselil v majhno mestece Arcueil v bližini Pariza.
Skladatelji tedanjega časa njegove glasbe niso razumeli, zato je začel proučevati tradicionalne oblike in se leta 1905 vpisal na Scholo cantorum, kjer je študiral pri d'Indyju in Rousselu kompozicijo in kontrapunkt. Diplomiral je leta 1908. Naslednja leta je deloval na najrazličnejših področjih. V življenju se je zanimal tudi za likovno umetnost, kar ga je spodbudilo, da se je zasebno izobaževal. Na tem področju je stkal vseživljenjska prijateljstva in sodelovanja s predstavniki takratne avantgarde, kot Pablo Picasso, Georges Braque, Leonide Massine, Man Ray in zlasti Jean Cocteau.
Bil je velik sovražnik preveč resne umetnosti. Večkrat je pisal za pevce nočnih lokalov. Leta 1917 se mu je ponudila priložnost oditi iz pianističnega sveta. Napisal je scensko glasbo za Ruski balet. Delo Parada temelji na Cocteaujevem besedilu, sceno je oblikoval sam Pablo Picasso.
Satiejevo življenje so spremljale denarne skrbi in nevarnosti okolja, kakršno je vladalo v kavarnah in kabaretih. Satie je umrl leta 1925 zaradi posledic večletne zlorabe alkohola.

## Delo
Satijev glasbeni slog je večplasten in eklektičen, poleg neogrškega (style néogrec) stila, po katerem je razpoznaven v svojih najbolj popularnih skladbah, se je skladatelj zgodaj lotil »anti-glasbenih« oblik, multimedijalnih projektov in prvih surrealističnih prijemov v zgodovini glasbe nasploh. Veliko pozornost v svetu glasbe je Satie vzbudil s premierno uprizoritvijo svojega baleta Parade, s katerimi je 18. maja 1917, pod dirigentsko taktirko Ernesta Ansermeta v pariškem Théâtre du Châtelet. Orkestrske zvoke so dopolnili efekti letalskega motorja, ladijske sirene in drugih pripomočkov. Podobnih eksperimentov se je v svojih kompozicijah pogosto posluževal, zato so ga kritiki nemalokrat označevali kot diletanta. Sodelovanje nekaterih velikanov takratnega časa, je dodatno pripomoglo k temu, da je Satie in njegovo delo zaslovelo po vsej državi in kmalu so njegova dela »ponarodela«. Pri premierni uprizoritvi so sodelovali ruski impresario Sergei Diaghilew, s svojo baletno skupino Ballets Russes, pesnik in dramatik Jean Cocteau. Za kostume in scenografijo pa je poskrbel sam Pablo Picasso. Satie je s svojimi idejami sicer močno vplival na razvoj novih kompozicijskih slogov 20. stoletja, predvsem na minimalizem in ambientalno glasbo.
Najbolj izvajana skladateljeva dela so klavirske miniature, posebno 3 gimnopedije, ki so pogosto uporabljene in aranžirane s strani drugih skladateljev 20. stoletja. Ena najbolj znanih predelav je vodilni motiv jazzovskega albuma Paris, Malcolma McLarna (sicer menedžerja skupine Sex Pistols).

## Izbor klavirskih del
- Ogives (1886)
- Trois Sarabandes - 3 sarabande (1887)
- Trois Gymnopédies - 3 gimnopedije (1888)
- Six Gnossiennes - 6 gnosjen (1889 - 1893)
- Messe des Pauvres (1895)
- Pièces froides (1897)
- Je te veux (1900)
- Le Piccadilly (1900)
- Trois morceaux en forme de poire (1901)
- Descriptions Automatiques (1913)
- Sonatine Bureaucratique - Birokratska sonatina (1917)
- Socrate (1918)
- Nocturnes (1919)
- Relâche (1924)

## Diskografija
- EsoterikSatie, Alessandra Celletti, Kha Records 2000
- Gymnopédies, Gnossiennes, Nocturnes, La Belle excentrique, Aldo Ciccolini e Gabriel Tacchino, EMI 1986
- Mélodies, Mady Mesplé, Nicolai Gedda, Gabriel Bacquier, Aldo Ciccolini, EMI 1987